# Tapijthuis
Het Tapijthuis is een laatmiddeleeuws gebouw aan de Molenwerf in de Nederlandse stad Gouda. De Molenwerf in Gouda is het oudste gedeelte van Gouda. Op de hoek van de Molenwerf en Achter de Kerk staat het laatmiddeleeuwse Tapijthuis. In de 17e eeuw werd dit gebouw als werkplaats gebruikt door enkele Vlaamse tapijtwevers, die uit de Zuidelijke Nederlanden waren gevlucht, waardoor het gebouw zijn naam verkreeg.

## Geschiedenis

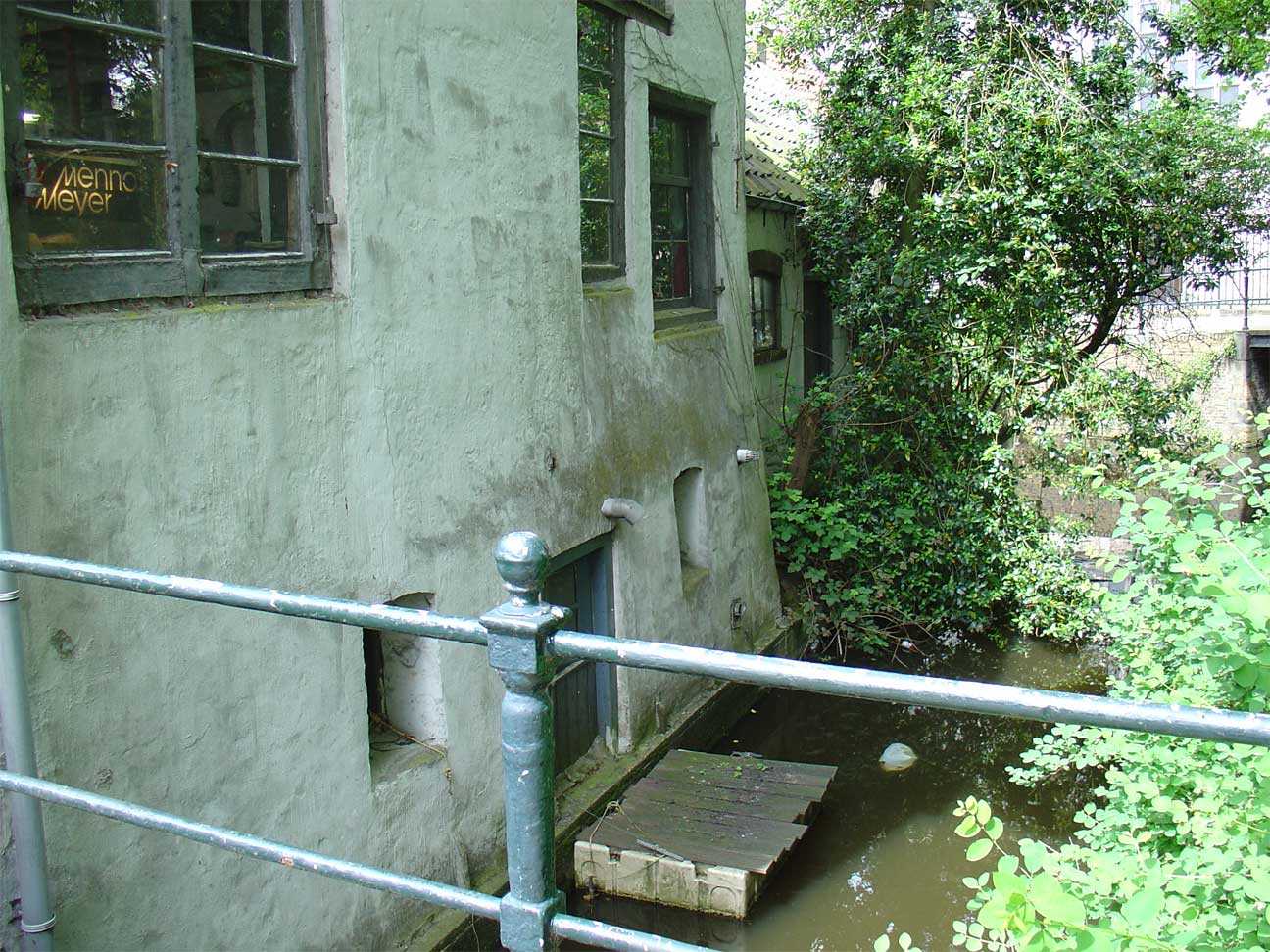
Het Tapijthuis vanaf Achter de Kerk gezien te Gouda

In de 17e eeuw woonde hier Dyewertgen Jans, samen met zeven andere klopjes, die er illegaal school hield voor de kinderen van rooms-katholieke Gouwenaren. In 1623 kreeg zij een verbod opgelegd op straffe van een boete van drie gulden. Daarna bleek zij haar werk elders in de stad voort te zetten.
De uit Vlaanderen gevluchte tapijtwevers kregen in de 16e en 17e eeuw de beschikking over grote werkruimtes in Gouda. Het stadsbestuur bood hen ruimte aan in de voormalige kloosters, zoals het Maria Magdalenaconvent, het Agnietenconvent, het Clarissenconvent, het Mariaconvent, het Margarethaconvent en het Catharinaconvent. De tapijtwever Abraham Adriaanszoon Goossensom was de eerste tapijtwever die zich buiten deze voormalige kloosters vestigde. Hij kreeg de beschikking over dit huis aan de Molenwerf. Na zijn faillissement in 1675 werd zijn collega Jan Onclair eigenaar van het pand. Na zijn overlijden in 1683 werd de zaak nog enige tijd voortgezet door zijn weduwe. In 1723 werd het pand verkocht en werden de weefgetouwen verwijderd.
In de 19e eeuw was er in het gebouw een brouwerij Het Anker gevestigd. De vader van de schrijver Herman de Man, Herman Salomon Hamburger, dreef hier in het begin van de 20e eeuw een venduhuis.
Vanaf 1973 was het Tapijthuis de werkplaats van de beeldend kunstenaar Menno Meyer. Het pand is erkend als rijksmonument.